# تاج لومبارديا الحديدي

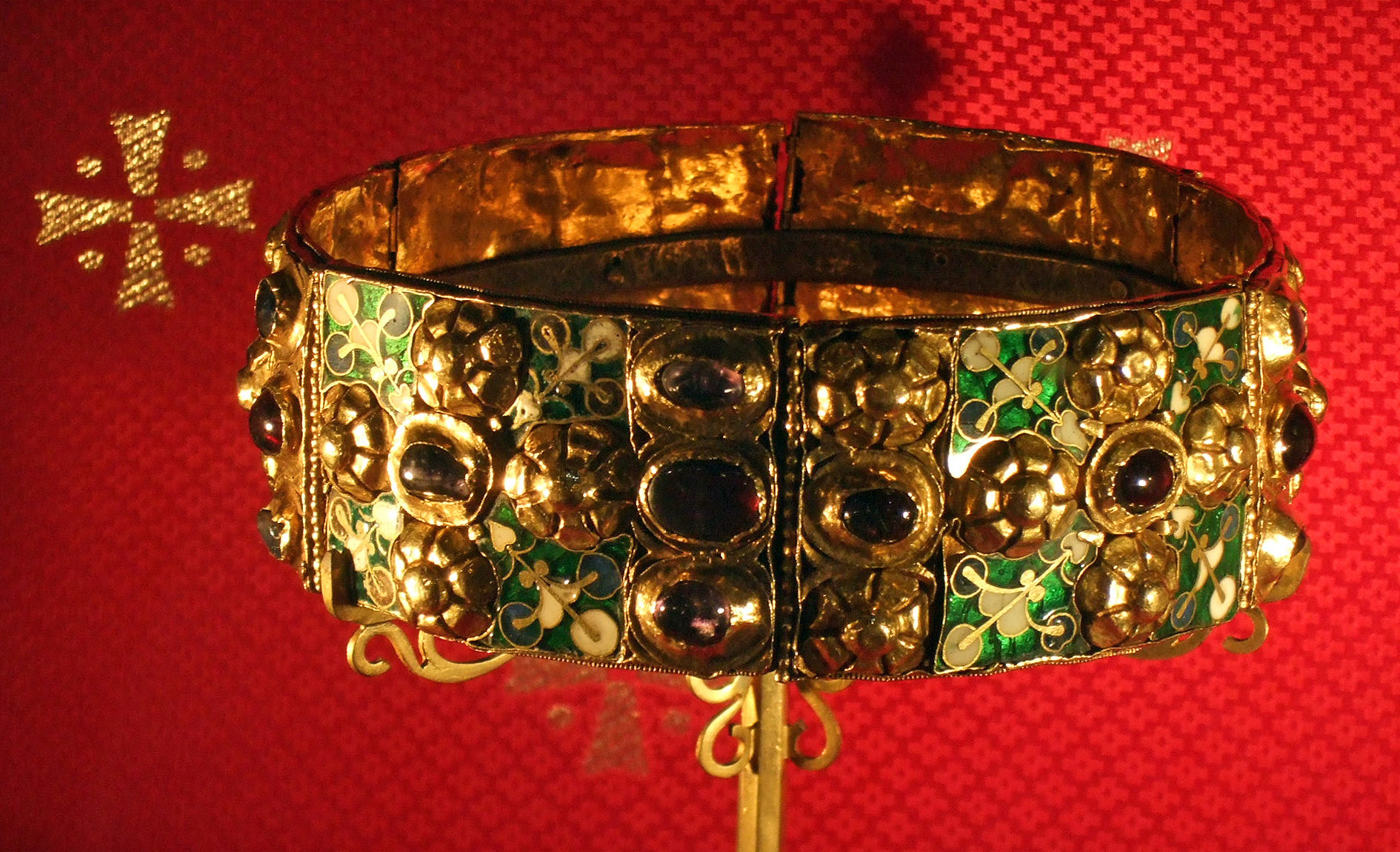
تاج لومبارديا الحديدي

تاج لومبارديا الحديدي (بالإيطالية: Corona Ferrea)‏ هو أحد أقدم الرموز الملكية في أوروبا. أصبح التاج أحد رموز مملكة اللومبارد ولاحقًا مملكة إيطاليا القروسطية. يحتفظ به حاليًا في كاتدرائية مونزا في ضواحي ميلانو.